# Тъламор
За едноименния град в Австралия вижте Тъламор (Австралия).
Тъламор (на английски: Tullamore; на ирландски: Tulach Mhór) е град в централната част на Ирландия, графство Офали на провинция Ленстър. Разположен е около канала Гранд канал. Основан е през 1570 г. Той е главен административен център на графство Офали. Шосеен транспортен възел. Има жп гара, от която има удобни връзки към всички райони на страната. Придобил е световна известност с производството на уискито „Тъламор Дю“ и своите фестивали. Населението му е 10 900, а с прилежащите му околности 12 927 жители от преброяването през 2006 г. 